# Loen (geslacht)

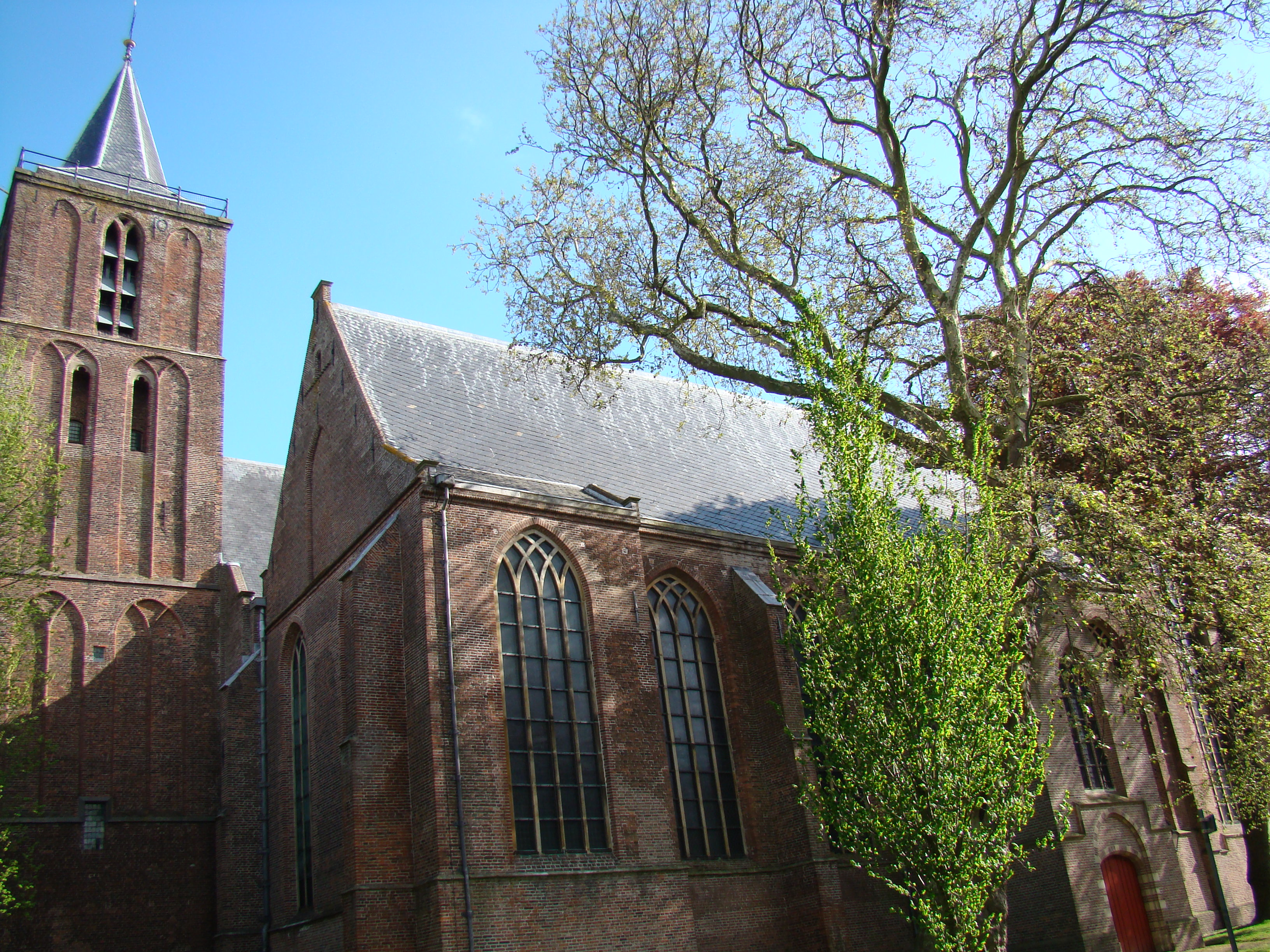
De Grote Kerk in Edam, waar telgen van het geslacht Loenius zijn begraven.

Loen(en) of Loenius was een Nederlands Zwingiliaanse regentengeslacht uit Edam dat twee eeuwen lang bestuurlijke ambten bekleedde. Loen was daarnaast een koopmans-en redersfamilie.

## Geschiedenis
De stamreeks van dit Edamse geslacht gaat terug tot ongeveer 1400, waarna men een eeuw later de familienaam begon te dragen. De gebroeders Cornelis, Pieter en Jan verwierven in de 16e eeuw een vaste plek in alle bestuurlijke ambten van Edam. Zij werden in 1568, aan het begin van de Tachtigjarige Oorlog, door hertog Alva verbannen en "hun goederen verbeurd verklaard". Pieter Pietersz Loen werd in 1577 als eerste thesaurier van Edam gekozen. Als thesaurier komt de naam Loen tot 1587 met grote regelmaat voor. Johannes Loenius, voorheen secretaris van Edam, vertrok naar Amsterdam en diende tussen 1626 en 1641 als raadsheer het Hof van Holland. Zijn Decisien en observatien werd in 1712 postuum gepubliceerd.

## Herinneringen
Tegenwoordig zijn er nog enkele locaties die aan deze familie herinneren. In de Edamse Singelwijk is een straat naar admiraal Bouwen Loen vernoemd en aan de Keizersgracht 3 staat een historisch pand dat tussen 1520-1540 door de familie Loen is gebouwd. Ook hangt er in de Grote Kerk van Edam een rouwbord met het familiewapen.

## Wapen
Er bestaan twee varianten van dit familiewapen:
- In zilver drie geplante gebladerde groene rozentakken, naast elkaar, waarvan de middelste rood gebloemd en zilver geknopt, op groene grond.[7]
- in goud drie geplante gebladerde takken, naast elkaar, waarvan de middelste rood gebloemd, op grond, alles groen.[8]